# Дятлов Микола Олексійович
Мико́ла Олексі́йович Дя́тлов (1901 , Коробчеєвоd, Коломенський повітd, Московська губернія, Російська імперія  — травень 1978 , Київ ) — радянський діяч органів державної безпеки, заступник міністра внутрішніх справ УРСР (1943—1954), комісар міліції 2-го рангу (1946). Депутат Верховної Ради УРСР 1–2-го скликань (1938—1951).

## Біографія
Народився 1901 року в родині слюсаря у селі Коробчеєво, тепер Московська область, Росія. У жовтні 1915 — травні 1917 року — учень слюсаря, слюсар машинобудівного заводу міста Коломни Московської губернії. У травні 1917 — серпні 1918 року — чорнороб машинобудівного заводу міста Коломни Московської губернії.
У серпні 1918 — березні 1920 року — міліціонер відділення залізничної міліції станції Голутвин Московсько-Казанської залізниці.
У березні 1920 — грудні 1922 року — у Червоній армії: червоноармієць, курсант, скарбник, квартирмейстер, старший писар 1-го Московського полку 54-ї дивізії, 451-го полку 60-ї та 34-ї стрілецьких дивізій Південного та Південно-Західного фронтів.
У лютому 1923 — жовтні 1924 року — старший міліціонер у місті Коломні Московської губернії.
У жовтні 1924 — серпні 1929 року — агент карного розшуку в місті Києві, інспектор Київської міської міліції.
Член РКП(б) з лютого 1925 року.
У серпні 1929 — лютому 1932 року — начальник карного розшуку Київської міської міліції. Одночасно, з 1929 по 1931 рік навчався у Київській вечірній радянській партійній школі.
У лютому 1932 — вересні 1935 року — начальник особливої інспекції Управління робітничо-селянської міліції Київського обласного відділу ДПУ-УНКВС.
У вересні 1935 — серпні 1937 року — начальник особливої інспекції Головного управління робітничо-селянської міліції НКВС Української РСР.
У серпні 1937 — березні 1941 року — начальник Управління робітничо-селянської міліції і заступник начальника Управління НКВС Дніпропетровської області по міліції.
У 1939 році закінчив 10 класів вечірньої середньої школи робітничої молоді у місті Дніпропетровську. Закінчив також два курси інституту марксизму-ленінізму.
28 березня — червень 1941 року — начальник Управління НКВС по Дніпропетровській області.
У червні — липні 1941 року — начальник Управління НКВС по Львівській області.
У червні 1941 — серпні 1942 року — начальник оперативної групи міліції НКВС Української РСР у селищі Мілове Ворошиловградської області. У вересні — грудні 1942 року — у резерві Головного управління міліції НКВС СРСР у Москві. У січні — серпні 1943 року — начальник оперативної групи НКВС Української РСР у селищі Мілове та селі Курачівці Ворошиловградської області.
З 21 жовтня 1943 по 6 квітня 1948 року — заступник народного комісара — міністра внутрішніх справ Української РСР по міліції, 21 жовтня 1947 року командував операцією «Захід» з виселення українців. З 6 квітня 1948 по 28 вересня 1950 року — заступник міністра внутрішніх справ Української РСР з неоперативних питань. З 28 вересня 1950 по 1951 рік — 1-й заступник міністра внутрішніх справ Української РСР. З 1951 по 22 травня 1952 року — начальник відділу виправно-трудових таборів і колоній — заступник міністра внутрішніх справ Української РСР.
З 22 травня 1952 по 6 січня 1953 року — заступник міністра внутрішніх справ Української РСР. З 6 січня по 28 березня 1953 року — начальник Управління служби МПВО (місцева протиповітряна оборона) — заступник міністра внутрішніх справ Української РСР. З 28 березня 1953 по 13 вересня 1954 року — начальник Управління міліції — заступник міністра внутрішніх справ Української РСР.
13 вересня 1954 року звільнений «у зв'язку із хворобою». З вересня 1954 року — на пенсії у місті Києві. Помер у травні 1978 року.

## Звання
- капітан міліції (8.08.1936)
- майор міліції
- полковник міліції (4.03.1943)
- комісар міліції 3-го рангу (2.01.1944)
- комісар міліції 2-го рангу (12.01.1946)

## Нагороди
- орден Леніна (21.02.1945)
- три ордени Червоного Прапора (20.09.1943, 15.01.1945, 30.01.1951)
- орден Богдана Хмельницького 2-го ступеня (21.10.1944)
- два ордени Вітчизняної війни 1-го ступеня (10.04.1945, 29.10.1948)
- орден Червоної Зірки (13.11.1937)
- орден «Знак Пошани» (23.01.1948)
- дев'ять медалей, у тому числі «За оборону Сталінграда», «Партизанові Вітчизняної війни»
- знак «Почесний працівник робітничо-селянської міліції» (11.11.1936)
- знак «Заслужений працівник НКВС» (18.02.1946)